# 斯塔夫早熟禾
斯塔夫早熟禾（学名：Poa stapfiana）为禾本科早熟禾属下的一个种。